# 유한철
유한철(劉漢徹, 1917년 ~ 1980년)은 대한민국의 시나리오 작가이다.
경기도 개성에서 출생했다. 세브란스 의전(醫專) 졸업. 동남아를 비롯하여 유럽을 순회했다. KOC 상임위원과 대한체육회 아이스하키 회장을 역임하고, 박용구·이성삼과 함께 평론계에서 활약하였다.